# Vid (Hongarije)
Vid is een plaats (község) en gemeente in het Hongaarse comitaat Veszprém. Vid telt 119 inwoners (2001).
Vid heeft een oppervlakte van 3.17 km².